# William Chalmers
Pour les articles homonymes, voir William Chalmers (homonymie) et Chalmers.
William Chalmers (né le 13 novembre 1748 à Göteborg – mort le 3 juillet 1811 à Gårdsten au nord de Göteborg) est un marchand suédois.

## Biographie
Suédois de première génération issu d'une famille suédo-écossaise, il fut le directeur de la Compagnie suédoise des Indes orientales (Svenska Ostindiska kompaniet) basée à Göteborg. En 1793, il devint son représentant en Asie extrême-orientale. Basé à Canton et Macao, il y resta 10 ans puis revint à Göteborg. Sans descendance, il légua sa fortune dans le but de créer une école des arts et métiers.
Ainsi le 5 novembre 1829, après sa mort, grâce à Carl Palmstedt naît la « Chalmersska Slöjdskolan » (École des arts et métiers Chalmers) ancêtre de l’université actuelle : l'École polytechnique Chalmers (en suédois Chalmers tekniska högskola).